# Santa Venera
Santa Venera – jedna z jednostek administracyjnych na Malcie. Ludność: 6163 mieszkańców (2010). Siedziba gminy o tej samej nazwie.
Główną atrakcją miasta jest fragment pochodzącego z XVII wieku akweduktu Wignacourta, którym płynęła woda do Valletty.